# Microrreserva Alt de la Rodana Gran
La Microrreserva de flora Alt de la Rodana Gran se sitúa en el término municipal de Villamarchante, Provincia de Valencia y tiene una superficie de 20 ha.

## Especies prioritarias
Biscutella calduchii, B. carolipauana, Centaurea saguntina, Helianthemum origanifolium subsp. glabratum, Osyris lanceolata, Paronychia suffuticosa, Teucrium capitatum subsp. gracillimum, Thymus vulgaris subsp. aestivus.

## Unidades de vegetación prioritarias
- Pinares de Pinus halepensis (Código Natura 2000: 9540)
- Matorrales termomediterráneos y pre-estépicos (código Natura 2000: 5330).

## Limitaciones de uso
Queda prohibida la realización de aprovechamientos madereros.
No podrán realizarse aclareos o labores silvícolas dentro de la microrreserva, exceptuados los siguientes casos:
- a. Tratamientos silvícolas del pinar para disminución de la densidad del arbolado y eliminación de necromasa de las porciones inferiores de los árboles.
- b. Las extracciones por motivos fitosanitarios o para prevención de daños por caída sobre personas o las poblaciones de especies protegidas o amenazadas.
- c. Aclareos post-incendio, en el caso de que la zona sufriera incendios forestales. Dichos aclareos deberán constar en un programa específico multianual.
- d. Aclareos para reducción de combustibilidad en las inmediaciones de la pista forestal y en el cortafuegos contiguo a la microreserva, en cuya ejecución se deberá evitar daños a las poblaciones de las especies prioritarias.

- Datos: Q9032490